# Ministerium für Innere Angelegenheiten (Brunei)

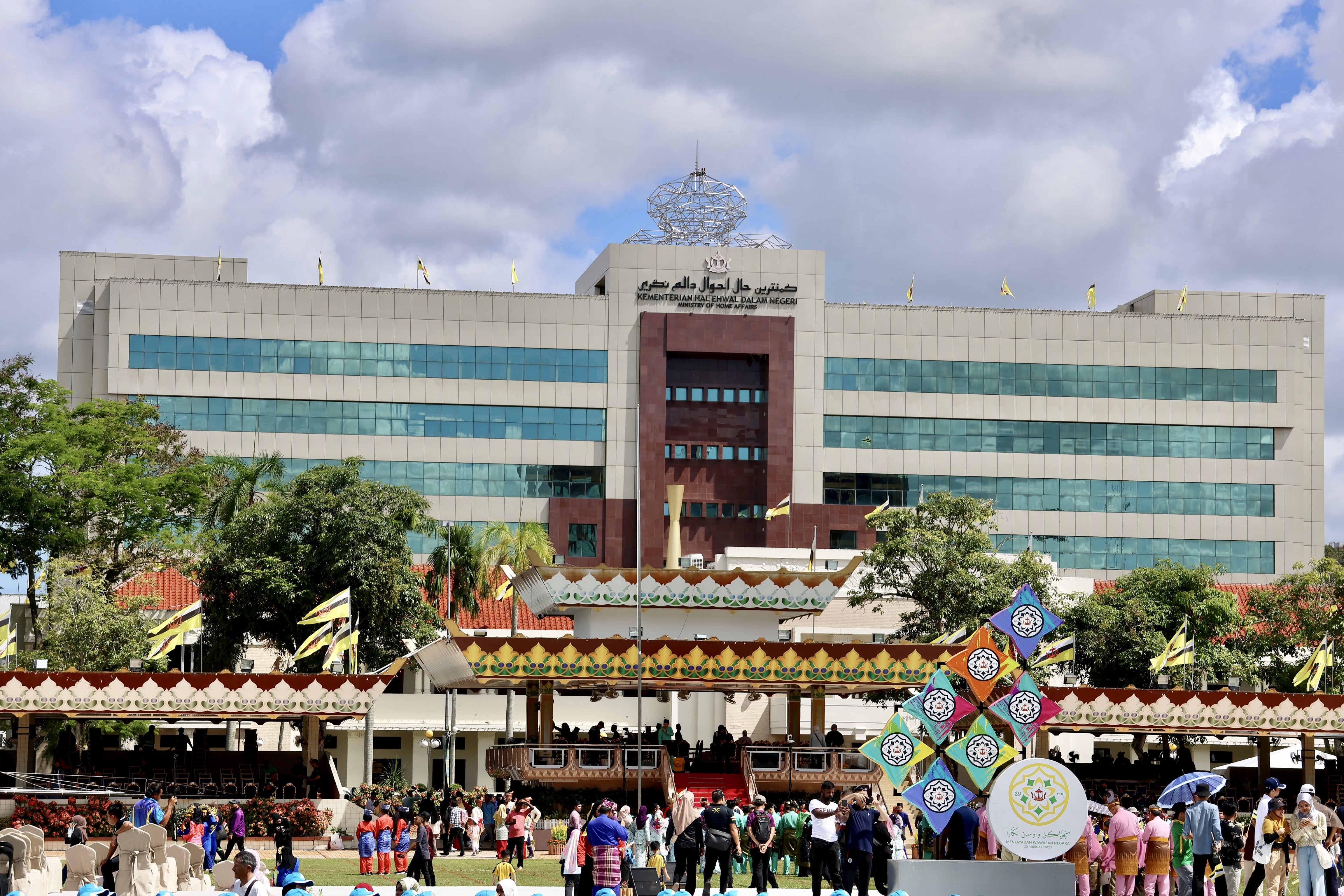
Das Ministerium am Nationalfeiertag 2023

Das Ministerium für Home Affairs (MOHA or MoHA; malaiisch Kementerian Hal Ehwal Dalam Negeri, KHEDN) ist eines der Ministerien in Brunei. Das Ministerium ist verantwortlich für die Verwaltungseinheiten, die Städte, Einwanderung, Arbeit, Feuerwehren und Rettungsdienste, Gefängnisse und Rehabilitationseinrichtungen, sowie nationales Katastrophenmanagement. Es wird geführt vom Minister für Innere Angelegenheiten. Der Amtsinhaber ist Awang Abu Bakar bin Apong. Das Ministerium hat seinen Sitz in Jalan James Pearce, Bandar Seri Begawan, Brunei.

## Geschichte
Das Ministerium für Innere Angelegenheiten wurde am 1. Januar 1984, am selben Tag, an dem Brunei seine Unabhängigkeit vom Britischen Weltreich erlangte und Sultan Hassanal Bolkiah war offiziell der erste Minister für Innere Angelegenheiten. In der Umstrukturierung des Kabinetts 1986 übergab der Sultan das Amt an Awang Isa bin Awang Ibrahim, den ersten bürgerlichen Beamten in dieser Stellung.

## Organisation
Das Ministerium wird vom Minister (malaiisch menteri) geleitet und ist Teil des Council of Cabinet Ministers, der Exekutive von Brunei. Der Minister wird unterstützt von einem Ministerialrat, dem selbst zwei stellvertretende Ministerialräte unterstehen. Weiterhin teilt es sich in Departments; die gegenwärtige Aufteilung besteht seit 1996 und umfasst die folgenden Departments:
- Brunei-Muara District Office, malaiisch Jabatan Daerah Brunei dan Muara
- |Belait District Office, malaiisch Jabatan Daerah Belait
- Tutong District Office, malaiisch Jabatan Daerah Tutong
- Temburong District Office, malaiisch Jabatan Daerah Temburong
- Bandar Seri Begawan Municipal Department, malaiisch Jabatan Bandaran Bandar Seri Begawan
- Kuala Belait and Seria Municipal Department, malaiisch Jabatan Bandaran Kuala Belait dan Seria
- Tutong Municipal Department, malaiisch Jabatan Bandaran Tutong
- Immigration and National Registration Department, malaiisch Jabatan Imigresen dan Pendaftaran Kebangsaan
- Labour Department, malaiisch Jabatan Buruh
- Fire and Rescue Department, malaiisch Jabatan Bomba dan Penyelamat
- Prison Department, malaiisch Jabatan Penjara
- National Disaster Management Centre, malaiisch Pusat Pengurusan Bencana Kebangsaan

## Haushalt
Das jährliche Budget für das Ministerium betrug 2018–19 149 Mio. Brunei-Dollar (Ringgit). Im Vorjahr betrug das Budget BR$ 132 Mio.